# Andrzej Ciereszko
Andrzej Ciereszko (ur. 27 grudnia 1956) – polski profesor nauk biologicznych i rolniczych. Specjalizuje się w fizjologii i biochemii rozrodu zwierząt. Członek korespondent krajowy Polskiej Akademii Nauk od 2016 roku. Pracownik Instytutu Rozrodu Zwierząt i Badań Żywności PAN w Olsztynie.
Doktoryzował się w 1988 roku na podstawie pracy zatytułowanej "Charakterystyka biochemiczna aminotransferazy asparaginianowej układu rozrodczego knura". Habilitację w dziedzinie nauk rolniczych (specjalność rybactwo) uzyskał w 1998 roku w olsztyńskim Instytucie Rybactwa Śródlądowego im. Stanisława Sakowicza na podstawie pracy pod tytułem "Rola kwasu askorbinowego w męskim układzie rozrodczym pstrąga tęczowego". W 2002 roku uhonorowany Nagrodą Olsztyńskiego Forum Naukowego, odznaczony Złotym Krzyżem Zasługi w 2012 roku.
Tytuł profesora nauk biologicznych otrzymał w 2003 roku.
Jeden z uczestników projektu pod nazwą "Zastosowanie cytometrii przepływowej do oceny jakości nasienia jesiotra syberyjskiego i pstrąga tęczowego" finansowanego przez Narodowe Centrum Nauki, współautor pracy pt: "Kriokonserwacja nasienia pstrąga tęczowego – postępy technologii oraz możliwości wdrożenia".

## Prace naukowe
Promotor recenzent oraz kierownik wielu prac z zakresu nauk biologicznych, rolniczych i rybactwa; między innymi:
- Charakterystyka proteomu nasienia buhaja: uwarunkowania fizjologiczne oraz zmiany wynikające z technologii kriokonserwacji
- Izolacja i charakterystyka inhibitora proteinaz serynowych (I) plazmy nasienia pstrąga tęczowego (Oncorhynchus mykiss Walbaum, 1792)
- Charakterystyka enzymów proteolitycznych i inhibitorów proteinaz serynowych plazmy nasienia indora (Meleagris gallopavo)
- Izolacja i charakterystyka serpiny z plazmy nasienia pstrąga tęczowego (Oncorhynchus mykiss Walbaum, 1792)
- Charakterystyka systemów antyoksydacyjnych układu rozrodczego samców żubra (Bison bonasus, Linnaeus 1758), sarny (Caprealus capreolus) i jelenia szlachetnego (Cervus elaphus L)
- Charakterystyka nasienia i wartość biologiczna plemników ryb z rodzaju Salmo
- Wpływ procesu kriokonserwacji na peroksydację lipidów i równowagę antyoksydacyjną w nasieniu ptaków
- Anatomo-histologiczne i biochemiczne zmiany w układzie rozrodczym samca okonia (Perca fluviatilis L.) w czasie tarła i w okresie potarłowym